# Moraea huttonii
Moraea huttonii är en irisväxtart som först beskrevs av John Gilbert Baker, och fick sitt nu gällande namn av Anna Amelia Obermeyer. Moraea huttonii ingår i släktet Moraea och familjen irisväxter. IUCN kategoriserar arten globalt som livskraftig. Inga underarter finns listade i Catalogue of Life.

## Bildgalleri

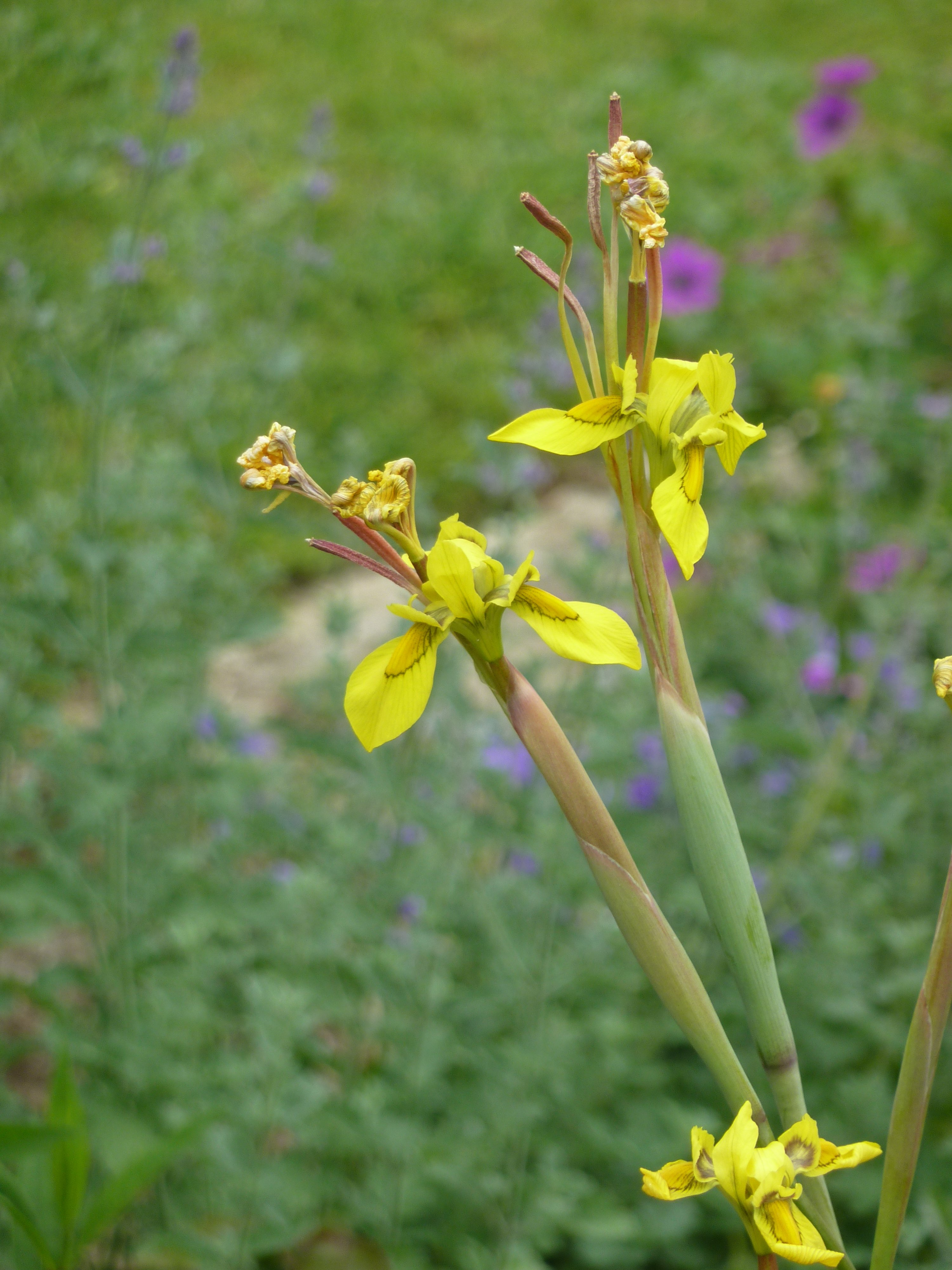
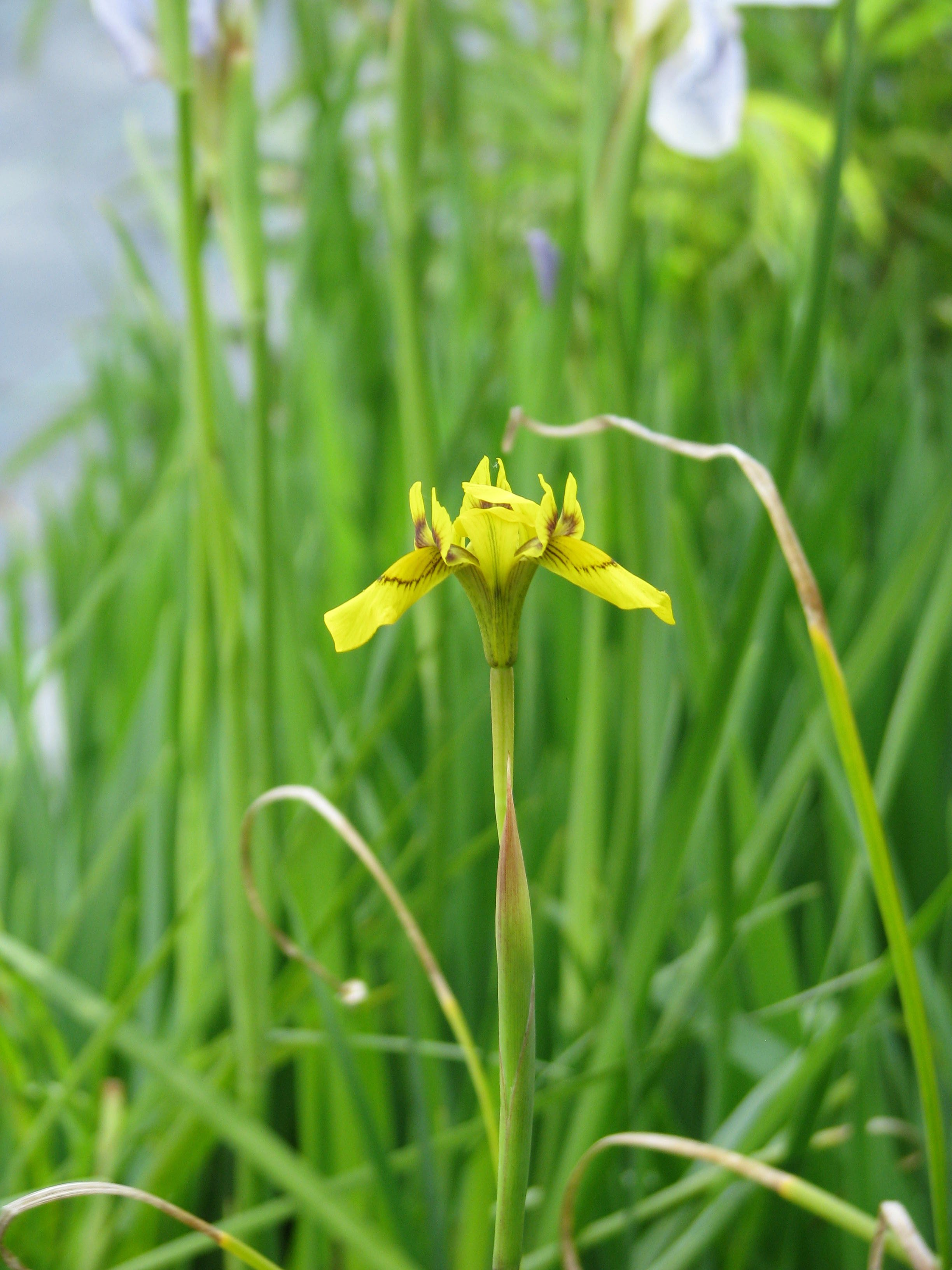